# Stanhopea posadae
Stanhopea posadae là một loài thực vật có hoa trong họ Lan. Loài này được Jenny & Braem mô tả khoa học đầu tiên năm 2004.

## Hình ảnh

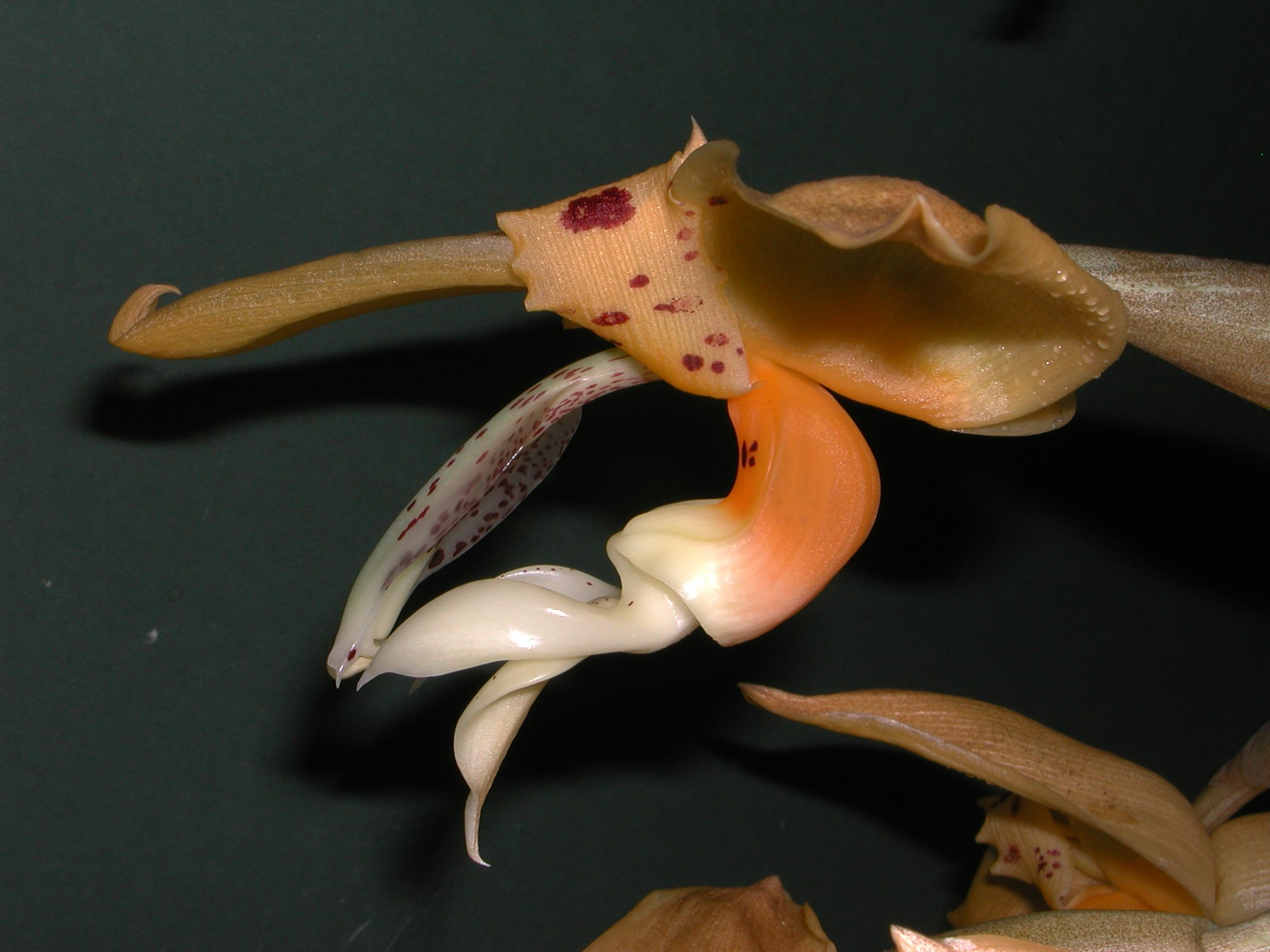
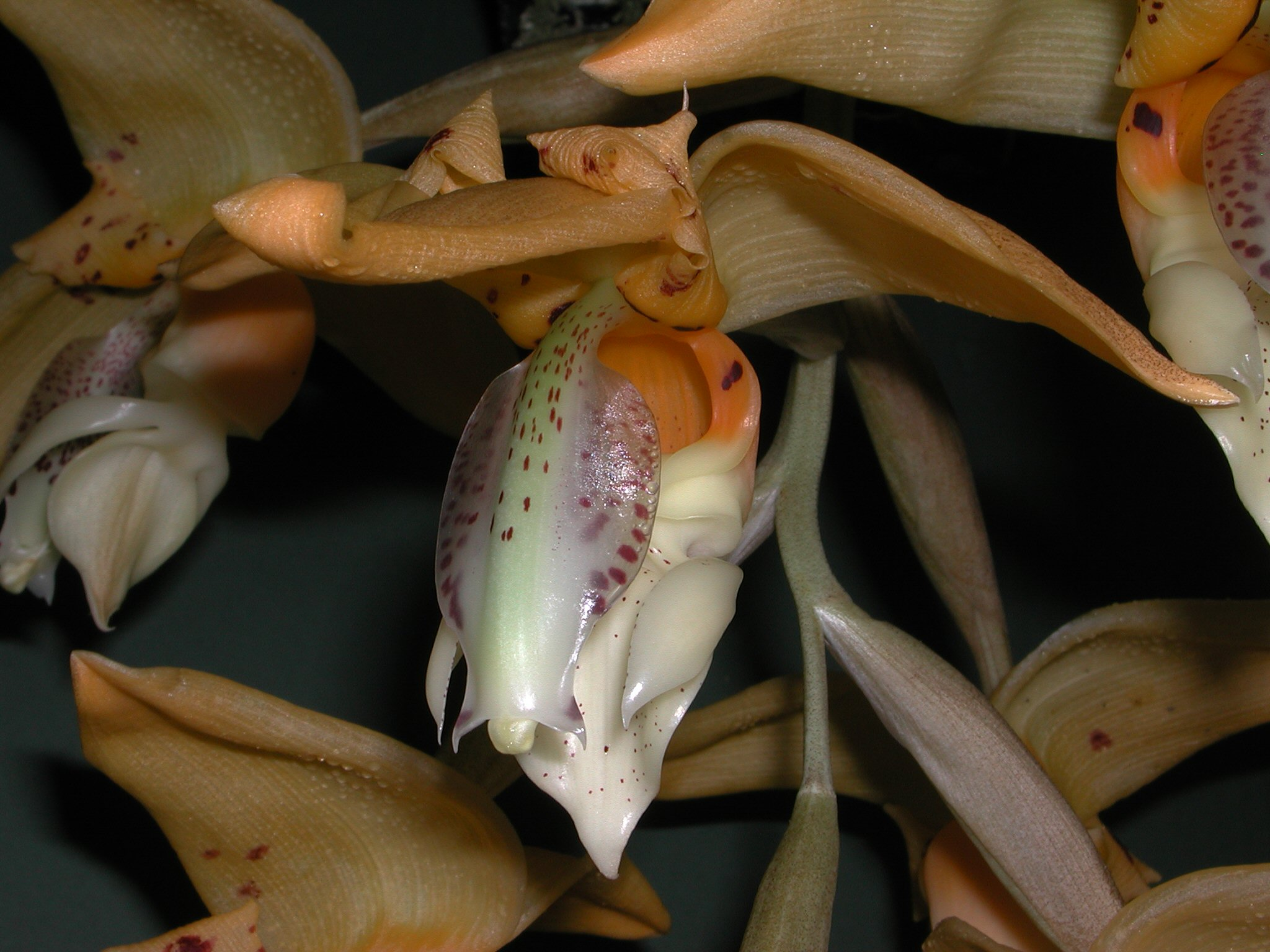